# Rafael Cavanillas Prosper
Rafael María Cavanillas Prosper (Palacio del Marqués de Dos Aguas, Valencia, 13 de julio de 1899 - Madrid, 20 de diciembre de 1998) fue un militar español, polista y aristócrata. Combatiente «nacional» en la guerra civil española, durante la Dictadura franquista desempeñaría diversos puestos, llegando a ser jefe de Estado Mayor Central del Ejército de Tierra y presidente del Consejo Supremo de Justicia Militar.

## Biografía
Militar profesional, pertenecía al arma de infantería y estaba especializado en Estado Mayor.
Tomó parte en la Guerra civil, luchando junto a las fuerzas del Bando sublevado. Llegaría a ser jefe de Estado Mayor de la 4.ª División de Navarra, tomando parte en las batallas de Teruel, Aragón, Levante o el Ebro.
Durante la Dictadura franquista continuó su carrera en el Ejército, donde desempeñaría importantes puestos. Fue un estrecho colaborador del director general de Enseñanza militar, el general Camilo Alonso Vega, logrando organizar la estructura de la Escuela de Estado Mayor. Posteriormente desempeñó el puesto de jefe de Estado Mayor del Cuerpo de Ejército n.º 1 —correspondiente a la I Región Militar— y comandante de la 72.ª División. También mandó la XI División experimental pentómica, creada en 1959 siguiendo el modelo de las divisiones pentómicas organizadas por el Ejército de Estados Unidos.
Entre 1947 y 1950 ejerció el cargo de Coronel Jefe de la Comandancia General de la Guardia Civil, alcanzando así el más alto rango dentro de dicho cuerpo. Sin embargo, cabe destacar que Cavanillas no era guardia civil, sino militar de Estado Mayor, que en aquel momento eran quienes regían a la Benemérita.
En 1963, tras abandonar su puesto como Capitán General de Baleares fue nombrado jefe de Estado Mayor Central del Ejército de Tierra, en sustitución del general Ramón Gotarredona. Desde su puesto como jefe del Estado Mayor respaldaría al general Juan Domingo Perón en su fallido intento de regresar a Argentina en 1964. Cavanillas se mantuvo en este puesto hasta 1965.
Así mismo debido a la amistad de su familia con el Rey Don Alfonso XIII, sirvió de enlace por parte de los militares con Don Juan durante su exilio en Estoril. Esto propició la amistad de ambas familias y la buena relación entre Cavanillas y el entonces Príncipe de España, Don Juan Carlos.
También fue presidente del Consejo Supremo de Justicia Militar, así como procurador en las Cortes franquistas. Mediante estos cargos logró modernizar el aparato administrativo-jerárquico del ejército aproximándolo al de Estados Unidos.

## Vida privada
Fuera del ámbito militar también se dedicó al mundo de los negocios amasando una inmensa fortuna gracias a sus negocios en África (exportación de ébano), a la actividad inmobiliaria y a sus inversiones en bolsa. Formó parte del consejo de administración de Sofico, empresa de la que sería vicepresidente. Implicado en la quiebra de Sofico (en junio de 1975), hubo de comparecer en los tribunales, si bien Cavanillas no sería procesado por la justicia española. Así mismo, el general, fue presidente de otras compañías de origen nórdico como Alfa Laval o Ericsson lo que le valió para conectar con la alta sociedad europea y la élite económica del momento.
Tuvo varios hermanos entre los que cabe destacar a José María de Cavanillas, introductor de las yeguadas en España y jinete de salto, Carmen de Cavanillas, Marquesa de Torroja y María de Cavanillas, Condesa de Catres.
Al ser el mayor de sus hermanos, hereda a la muerte de su padre en 1956 los derechos sobre los títulos nobiliarios franceses de la familia.
Perteneciente a una de las más importantes familias valencianas, y de origen francés, estaba casado con María Victorina de Ysasi y González, noble jerezana nieta de Manuel María González Ángel, fundador de González Byass. Tenía dos hijas: Ilustrísimas señoras doña María Paloma y doña María Victorina Cavanillas de Ysasi. Desde joven había mostrado un gran afición por el polo, deporte en el que la familia de su mujer tenía una enorme transcendencia, de este modo, y tras ganar diversos campeonatos, llegó a ser presidente de la Federación Militar española de Polo. La Familia Cavanillas-Ysasi vivió en diferentes lugares a lo largo de los años; En Madrid y París durante la guerra civil española, Berna (Suiza) donde Rafael estaba destinado como agregado militar (1945-1948) y donde estrecho relaciones con la  Familia Rothschild y con la Reina Victoria Eugenia de Battenberg durante su exilio en Lausanne. Así mismo también vivieron en el palacete de la familia Ysasi, Casa-palacio de los Ponce de León en Jerez de la frontera, en el Palacio Real de La Almudaina mientras ostentó el cargo de Capitán General de Baleares o en la finca que el general compró a su amigo y compañero y amigo el Infante don Luis Alfonso de Baviera en Madrid, lugar donde la familia pasaba la temporada de verano.
Cabe destacar el hermetismo de la vida privada del general y su escaso gusto por aparecer en prensa y fotografías.
Tras el fallecimiento de su esposa en 1992, El general casó con Doña María Dolores Cisneros Asensio con la que vivió en la finca que Cavanillas poseía en Almería hasta su muerte en Madrid .
Si bien Cavanillas tuvo un gran brillo social en España y Francia debido a su posición social y a su cargo militar, tras su jubilación se retiró de la vida pública y dedicó sus últimos años a la vida tranquila y familiar en el campo.

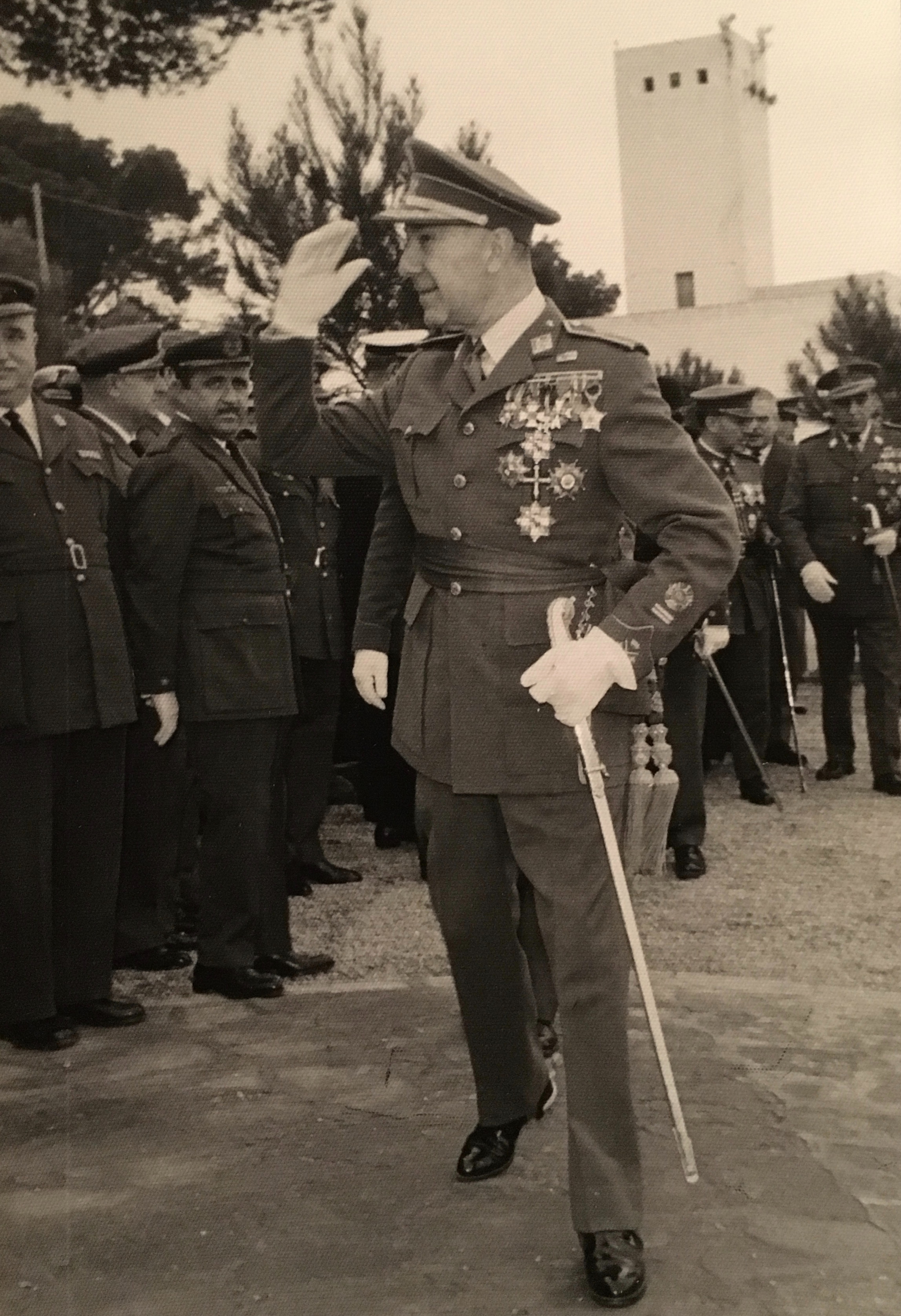
General Cavanillas saludando a sus tropas (1962).

## Distinciones y Condecoraciones
- Gran Cruz del Mérito Militar (Distintivo Rojo)
- Gran Cruz del Mérito Militar (Distintivo Blanco)
- Cruz de 2.ª de la Orden del Mérito Militar
- Dos Cruces rojas del Mérito Militar
- Gran Cruz al Mérito Aeronáutico (Distintivo Blanco)
- Caballero de la Orden de la Corona de Italia
- Gran Cruz de la Orden de Cisneros (Sustituida por la siguiente)
- Collar de la Orden de Cisneros
- Caballero Orden de la Nube Propicia
- Caballero de primera Clase de la Orden Militar de María Cristina
- Placa de la Orden de San Hermenegildo
- Gran Cruz de la Orden de San Hermenegildo
- Cruz de la Orden de San Hermenegildo
- Encomienda de la Orden de San Hermenegildo
- Collar de la Orden de San Raimundo de Peñafort (Otorgada por ser Presidente del Consejo Supremo de Justicia Militar)
- Cruz al Mérito de Guerra Italinana
- Cruz de la Orden del Águila Alemana con Espadas de 1.ª
- Caballero de 1.ª clase de la Orden del mérito militar de Portugal
- Gran Oficial de la Orden al Mérito de Chile
- Medalla de la Legión al Mérito (Legion of Merit)
- Medalla Militar (España)
- Medalla de la Campaña (1936-1939)
- Gran Cruz de Guerra
- Medalla Conmemorativa de Campañas. Pasador de Marruecos.
- Medalla del Homenaje a SS.MM los Reyes de España
- Caballero de la Orden naval de María Cristina
- Cruz de los Veinticinco Años de Paz
- Medalla Militar de Marruecos con pasador de Melilla.
- Medalla militar Colectiva a la 4.ª División de Navarra
- Caballero de la Orden del Mérito Jalifiano

Así mismo, habiendo probado nobleza de sangre, formó parte de corporaciones nobiliarias como el Real Estamento Militar del Principado de Gerona o la Real Asociación de Hidalgos de España de la que fue Presidente de la Junta de Gobierno e inspector general de las Juntas del Reino
Por todo ello recibía el tratamiento de "Su Excelencia, el General Cavanillas".